# 1717
| [ Edytuj tabelę ]              | |
| Król Polski                    | - 1709 August II Mocny 1733 |
| Król Afganistanu               | - 1715 Mahmud Chan 1725 |
| Współksiążęta Andory           | - 1714 Simeó de Guinda y Apéztegui 1737 - 1715 Ludwik XV 1774                                                                                        |
| Elektor Bawarii                | - 1679 Maksymilian II Emanuel 1726 |
| Sułtan Brunei                  | - 1705 Hussin Kamaluddin 1730 |
| Cesarz Chin                    | - 1661 Kangxi 1722 |
| Król Czech                     | - 1711 Karol VI Habsburg 1740 |
| Król Danii                     | - 1699 Fryderyk IV 1730 |
| Dalajlama                      | - 1708 Kelzang Gjaco 1757 |
| Cesarz Etiopii                 | - 1716 Dawid III 1721 |
| Król Francji                   | - 1715 Ludwik XV 1774 |
| Król Hiszpanii                 | - 1700 Filip V 1724 |
| Landgraf Hesji-Kassel          | - 1670 Karol I Heski 1730 |
| Stadhouder Holandii            | - 1702 drugi okres bez stadhoudera 1747 |
| Szach Iranu                    | - 1694 Sultan Husajn 1722 |
| Państwo Wielkich Mogołów       | - 1713 Furrukhsijar 1719 |
| Król Irlandii                  | - 1714 Jerzy I Hanowerski 1727 |
| Cesarz Japonii                 | - 1709 Nakamikado 1735 |
| Kalif                          | - 1703 Ahmed III 1736 |
| Patriarcha Konstantynopola     | - 1716 Jeremiasz III 1726 |
| Władca Korei                   | - 1674 Sukjong 1720 |
| Książę Liechtensteinu          | - 1712 Józef Wacław 1718 |
| Sułtan Maroka                  | - 1672 Maulaj Isma’il 1727 |
| Książę Monako                  | - 1701 Antoni I 1731 |
| Król Nawarry                   | - 1710 Ludwik XV 1774 |
| Król Norwegii                  | - 1699 Fryderyk IV 1730 |
| Sułtan Omanu                   | - 1711 Sultan II ibn Sajf 1719 |
| Elektor Palatynatu             | - 1716 Karol III Filip 1742 |
| Papież                         | - 1700 Klemens XI 1721 |
| Książę Parmy i Piacenzy        | - 1694 Franciszek 1727 |
| Król Portugalii                | - 1706 Jan V 1750 |
| Król w Prusach                 | - 1713 Fryderyk Wilhelm I 1740 |
| Car Rosji                      | - 1682 Piotr I Wielki 1725 |
| Cesarz Rzymski (niemiecki)     | - 1711 Karol VI Habsburg 1740 |
| Kapitanowie Regenci San Marino | - 1716 Francesco Maria Belluzzi Bartolomeo Bedetti 1717 - 1717 Federico Gozi Girolamo Martelli 1717 - 1717 Ottavio Leonardelli Francesco Giangi 1718 |
| Elektor Saksonii               | - 1694 Fryderyk August I (król Polski) 1733 |
| Król Szwecji                   | - 1697 Karol XII 1718 |
| Król Tajlandii                 | - 1709 Tai Sa 1733 |
| Sułtan Turków                  | - 1703 Ahmed III 1730 |
| Doża Wenecji                   | - 1709 Giovanni Cornaro 1722 |
| Król Węgier                    | - 1711 Karol III 1740 |
| Monarcha Wielkiej Brytanii     | - 1714 Jerzy I 1727 |

Rok 1717 / MDCCXVII
stulecia: XVII wiek ~
XVIII wiek ~
XIX wiek

lata: 1707 «
1712 «
1713 «
1714 «
1715 «
1716 «
1717
» 1718
» 1719
» 1720
» 1721
» 1722
» 1727

## Wydarzenia w Polsce
- 1 lutego – w Warszawie odbyły się obrady Sejmu Niemego, na którym z inicjatywy konfederatów tarnogrodzkich ograniczono kontyngent wojsk saskich w Polsce i liczebność polskiego wojska oraz potwierdzono wolności szlacheckie i zmniejszono władzę hetmanów. Postanowienia zawarto pod naciskiem Carstwa Rosyjskiego.
- 16 marca – w żydowskiej dzielnicy Poznania wybuchł pożar, który objął niemal całe miasto.
- 8 września – uroczysta koronacja obrazu Matki Boskiej w Częstochowie.
- 8 grudnia – starcia wojsk królewskich z konfederatami tarnogrodzkimi pod Sandomierzem.

## Wydarzenia na świecie
- 4 stycznia – Zjednoczone Prowincje Niderlandów, Wielka Brytania i Francja zawarły w Hadze sojusz antyhiszpański.
- 26 kwietnia – u wybrzeży Cape Cod (Massachusetts) zatonął podczas sztormu wypełniony łupami piracki okręt „Whydah” dowodzony przez Samuela Bellamy’ego („Czarnego Sama”), który zginął wraz z większością swej załogi.
- 12 czerwca, 13 czerwca i 16 czerwca – VIII wojna wenecko-turecka: bitwa morska pod Imbros.
- 24 czerwca – w Londynie w gospodzie „Pod Gęsią i Rusztem” (The Goose and Gridiron) założono Wielką Lożę Londynu, będącą pierwszym stowarzyszeniem wolnomularskim.
- 17 lipca – prapremiera suity Muzyka na wodzie Georga Friedricha Händla.
- 19 lipca – VIII wojna wenecko-turecka: bitwa morska w Zatoce Matapan.
- 16 sierpnia – VI wojna austriacko-turecka: Austriacy zdobyli Belgrad.
- 9 października – burbońskie władze zlikwidowały uniwersytet w Lleidzie.
- 24/25 grudnia – w nocy potężny sztorm uderzył od północy w wybrzeża Holandii, Niemiec i Skandynawii, wywołując powodzie w których zginęło około 14 tys. osób.

- Hiszpania podbiła Sardynię.
- Fryderyk Wilhelm I wprowadził w Prusach przymus szkolny.

## Urodzili się
- 28 stycznia – Mustafa III, sułtan Imperium Osmańskiego (zm. 1774)
- 19 lutego – David Garrick, angielski aktor, dramaturg i przedsiębiorca teatralny (zm. 1779)
- 3 marca - Johann Lucas Kracker, austriacko-czeski malarz epoki baroku (zm. 1779)
- 13 marca – Ludwik Wawrzyniec Gaultier, francuski duchowny katolicki, męczennik, błogosławiony (zm. 1792)
- 13 maja – Maria Teresa Habsburg, cesarzowa rzymsko-niemiecka, królowa Czech i Węgier (zm. 1780)
- 5 lipca – Piotr III, król Portugalii (zm. 1786)
- 25 listopada – Aleksandr Sumarokow, rosyjski dramaturg i poeta (zm. 1777)
- 19 grudnia - Mikołaj Franciszek Stadnicki, polski pijar (zm. 1765)

- data dzienna nieznana:
  - Andrzej Stanisław Młodziejowski, polski duchowny katolicki, biskup przemyski (zm. 1780)

## Zmarli
- 13 stycznia – Maria Sibylla Merian, niemiecka przyrodniczka, pionierka entomologii (ur. 1647)
- 1 lipca – Anna Zofia Oldenburg – księżniczka duńska, elektorowa Saksonii, córka króla Fryderyka III Oldenburga (ur. 1647)
- 23 lutego – Magnus Stenbock, generalny gubernator Skanii, hrabia i wojskowy szwedzki (ur. 1665)
- 6 listopada – Antoni Baldinucci, włoski jezuita, błogosławiony katolicki (ur. 1665)
- 26 listopada – Daniel Purcell, brytyjski kompozytor (ur. ok. 1663)
- 16 grudnia – Maria od Aniołów, włoska karmelitanka, błogosławiona katolicka (ur. 1661)

## Święta ruchome
- Tłusty czwartek: 4 lutego
- Ostatki: 9 lutego
- Popielec: 10 lutego
- Niedziela Palmowa: 21 marca
- Wielki Czwartek: 25 marca
- Wielki Piątek: 26 marca
- Wielka Sobota: 27 marca
- Wielkanoc: 28 marca
- Poniedziałek Wielkanocny: 29 marca
- Wniebowstąpienie Pańskie: 6 maja
- Zesłanie Ducha Świętego: 16 maja
- Boże Ciało: 27 maja